# Justin Medeiros
Justin Medeiros (Lodi, 3 de marzo de 1999) es un atleta de CrossFit estadounidense. Fue campeón de los CrossFit Games en 2021 y 2022, y tercero en 2020.

## Biografía
Justin Medeiros nació el 3 de marzo de 1999 en Lodi, California, hijo de Shanna y Anthony Medeiros. Tiene dos hermanas, Megan y Jessica. En el instituto practicaba lucha y fútbol americano. Comenzó a practicar CrossFit a los 12 años para mantenerse en forma entre las temporadas deportivas, pero acabó interesándose más por el deporte y finalmente abandonó el fútbol americano. Estudió en la Universidad Estatal de Boise, donde se graduó en Kinesiología, y se centró en el CrossFit debido a que su universidad no tenía equipo de lucha.

## Carrera deportiva
En 2019, Justin Medeiros se clasificó por primera vez para los CrossFit Games tras ganar el Filthy 150 Sanctional. Fue uno de los cinco atletas que compitieron en persona en la edición de 2020, y finalizó en tercera posición tras Mathew Fraser y Samuel Kwant.
En 2021, Medeiros compitió de manera consistente durante los 15 eventos de los CrossFit Games, siendo su peor posición un 15º puesto en los 1000 metros de remo, e incluyendo una victoria en la final. Con 22 años, Medeiros se convirtió en el campeón más joven de los CrossFit Games.
En los CrossFit Games 2022, Medeiros tuvo como grandes rivales a Ricky Garard, que volvía a la competición después de cuatro años de sanción por dopaje, y Roman Khrennikov, que compitió por primera vez en persona a pesar de haberse clasificado en cuatro ocasiones para los CrossFit Games. A pesar de que Medeiros no ganó ningún evento, su consistencia en la competición (10 eventos entre los 5 primeros puestos) le valió para ser campeón de los CrossFit Games por segundo año consecutivo. Ese mismo año, también ganó el Rogue Invitational.
En los CrossFit Games 2023, Medeiros se cayó de la bicicleta y finalizó ese evento en el 29º puesto. Después finalizó en el 37º puesto el segundo evento, lo que serían sus dos peores posiciones. A pesar de que lo hizo bien en algunos eventos, no pudo recuperar toda la desventaja y finalizó la competición en el puesto 13º.

## Palmarés internacional
| CrossFit Games | CrossFit Games           | CrossFit Games    | CrossFit Games |
| Año            | Lugar                    | Medalla           | Categoría      |
| -------------- | ------------------------ | ----------------- | -------------- |
| 2020           | Aromas (Estados Unidos)  | Medalla de bronce | Individual     |
| 2021           | Madison (Estados Unidos) | Medalla de oro    | Individual     |
| 2022           | Madison (Estados Unidos) | Medalla de oro    | Individual     |